# Telecomunicaciones en Corea del Norte
Las telecomunicaciones en Corea del Norte abarcan los servicios de teléfono, telefonía móvil e internet. La adopción de estas tecnologías, particularmente las de servicio de internet ha estado limitada por la política de aislamiento del país.

## Teléfono

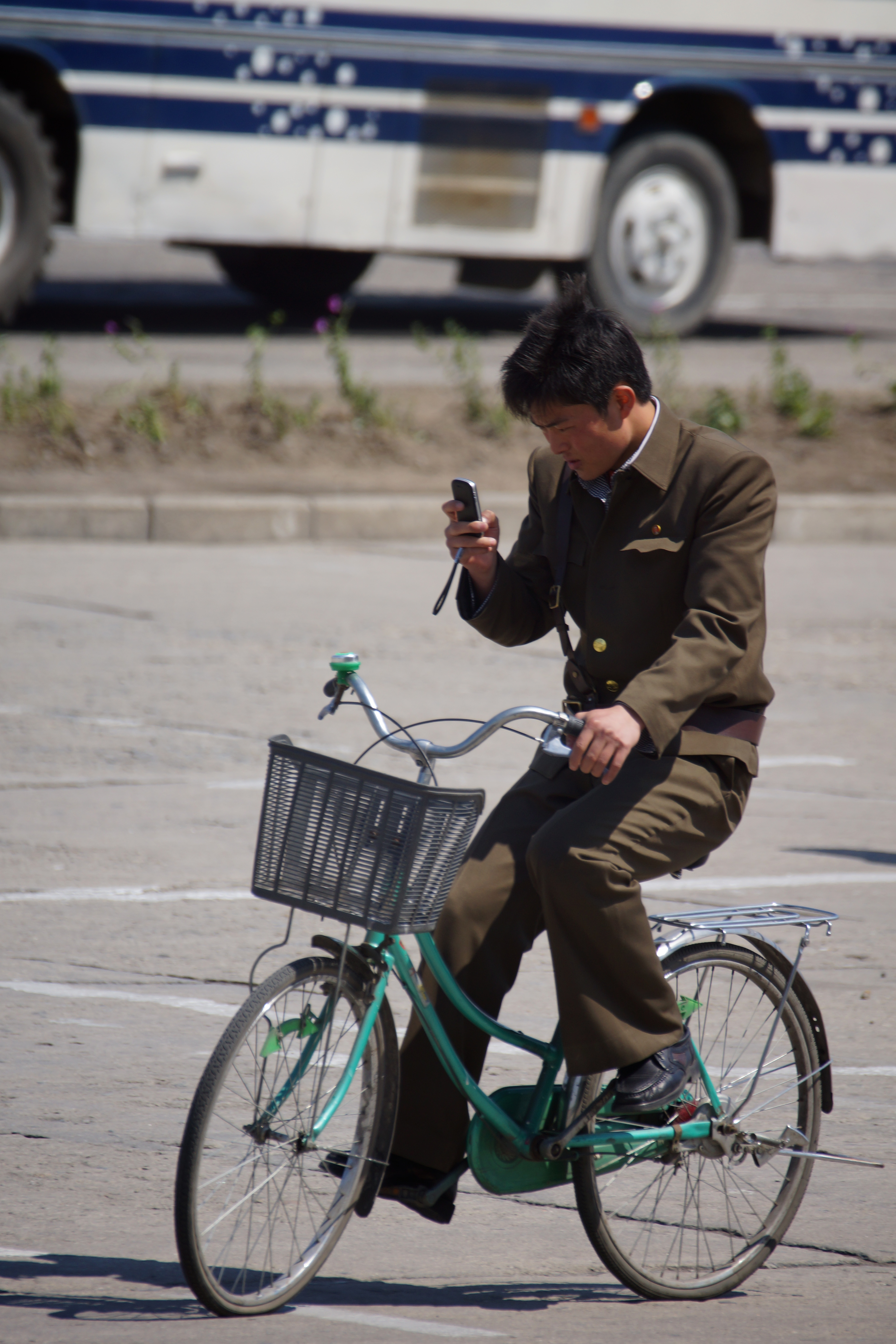
Un ciclista utilizando un teléfono celular en Hamhung

En 2008 el sistema telefónico constaba de 1.18 millones de líneas fijas, pero la mayoría de los teléfonos solo son accesibles para altos funcionarios del gobierno. Para obtener una línea, hay que llenar un formulario indicando el rango, el motivo para tener un teléfono, y justificante de pago. La mayoría de teléfonos están instalados en oficinas de gobierno, granjas colectivas, y empresas paraestatales (SOEs), y solo un 10 por ciento se encuentran  en hogares.
En 1970 se introdujo el uso de instalaciones de conmutador automático en Pionyang, Sinuiju, Hamhung y Hyesan. Unas cuantas cabinas telefónicas públicas aparecieron en alrededor de 1990. A mediados de la década de 1990,se instaló en Pyongyang un sistema de intercambio automatizado basado en un sistema E-10A, producido por el conglomerado Alcatel en China. Las autoridades anunciaron en 1997 que el conmutador automático había reemplazado al de tipo manual en Pyongyang y setenta localidades más. La prensa norcoreana informó en el año 2000 que el cable de fibra óptica había sido extendido al puerto de Nampho y que la Provincia de P'yŏngan del Norte había sido conectada con cable de fibra óptica.

### Teléfonos móviles

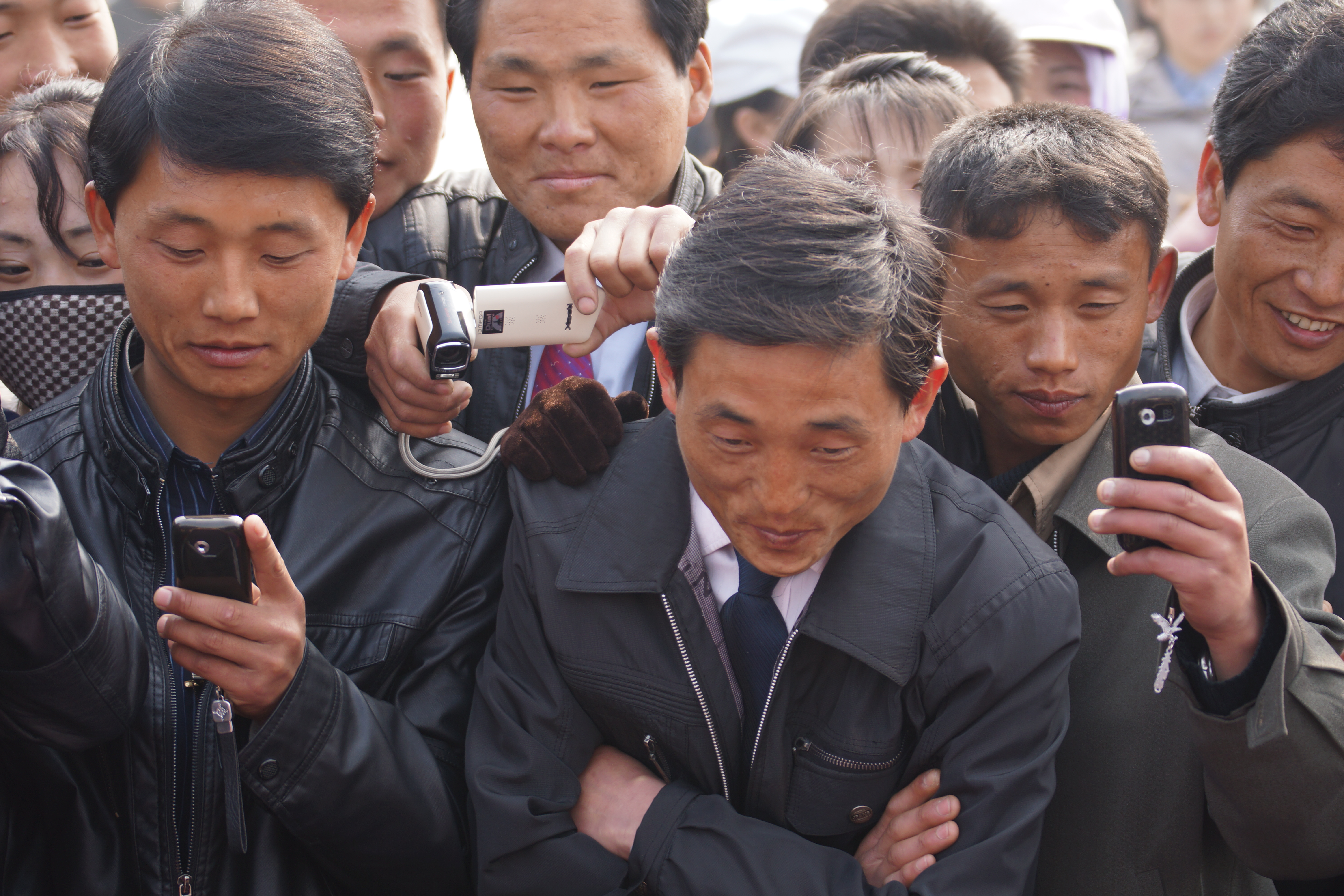
Norcoreanos usando móviles, abril de 2012

En noviembre de 2002 se introdujeron los teléfonos móviles a Corea del Norte y un año más tarde 20 000 norcoreanos habían comprado uno.
En diciembre de 2008 la compañía egipcia Orascom implementó un servicio de teléfono celular en Pionyang, con planes para expandir cobertura a todas las  partes del país. El nombre oficial del servicio 3G en Corea del Norte es Koryolink, y es una cooperativa entre Orascom y la paraestatal Corporación de Correos y Telecomunicaciones de Corea (KPTC), y ha gozado de una gran demanda.
En mayo de 2010, más de 120 000 norcoreanos poseían teléfonos celulares y en septiembre del mismo año el número había aumentado a 301 000 y casi un año después se había doblado de nuevo, con  660 000 unidades en agosto de 2011, y 900 000 para diciembre de 2011. En este año, el 60 % de ciudadanos de Pionyang entre la edad de 20 y 50 años tenía un teléfono móvil. El 15 de junio de 2011, Statcounter.com confirmó que algunos norcoreanos hacía uso de teléfonos inteligentes de las marcas iPhone de Apple, Nokia y Samsung.
A finales de 2010 Orascom informó de que había 432 000 suscriptores norcoreanos después de dos años de funcionamiento del servicio, que aumentaron hasta 809 000 para septiembre de 2011, y superaron el millón en febrero de 2012. En abril de 2013 el número de suscriptores rozaba los dos millones, y en 2015 la cifra creció a tres millones.
A partir de noviembre de 2011, ningún teléfono celular puede hacer llamadas hacia or desde fuera del país, y no hay tampoco ninguna conexión de Internet. La red 3G cubre el 94 % de la población, pero solo cubre el 14 % del territorio. Entre las restricciones a la telefonía móvil se cuenta una prohibición de los teléfonos celulares entre 2004 y 2008.
Koryolink no tiene acuerdos internacionales de roaming. Los visitantes pueden adquirir tarjetas SIM de prepago para hacer llamadas internacionales, pero no domésticas. Antes de enero de 2013, los extranjeros tenían que entregar sus teléfonos en el cruce de frontera o aeropuerto antes de entrar al país, pero con la disponibilidad de tarjetas SIM locales esta política ya no tiene lugar. Sin embargo, el acceso a internet solo está disponible para extranjeros residentes y no para turistas.
Los teléfonos celulares norcoreanos utilizan un sistema de firma digital para impedir acceso a archivos no autorizados, y un registro de uso que puede ser físicamente inspeccionado.
Una encuesta en 2017 encontró que 69% de los hogares tenían un teléfono celular.

### Conexión internacional
Corea del Norte ha tenido un número variable de conexiones a otras naciones. Actualmente, conexiones de línea fijas internacionales constan de una red que conecta Pionyang con Beijing y a Moscú y Chongjin con Vladivostok. Las comunicaciones con Corea del Sur se abrieron en el año 2000. En mayo de 2006, la TransTeleCom Company (TTC) y el ministerio de comunicaciones de Corea del Norte firmaron un acuerdo para la construcción y operación conjunta de una línea de transmisión de fibra óptica en la sección del puesto de control ferroviario Khasan–Tumangang en la frontera de Corea del Norte con Rusia. Este es el primer enlace directo por tierra entre Rusia y Corea del Norte. El socio de TCC para el diseño, construcción, y conexión de la línea de comunicación del lado coreano al cruce fue la Compañía de Comunicación de Corea del ministerio de comunicaciones de Corea del Norte. La de tecnología de transferencia fue construida alrededor de equipo digital de nivel STM-1 con la posibilidad de incremento futuro en el ancho de banda. La construcción estuvo completada en 2007.
Desde la unión Intersputnik en 1984, Corea del Norte ha operado 22 líneas de multiplexeo de división de frecuencias y 10 líneas de canal único por operador para comunicación con Europa Oriental. Y al final de 1989, el servicio de marcado internacional directo a través de enlace de microondas fue introducido desde Hong Kong. Una estación terrestre de satélite cerca de Pionyang proporciona comunicaciones internacionales directas utilizando el satélite del Océano Índico de la International Telecommunications Satellite Corporation (Intelsat). Un centro de comunicaciones de satélite fue instalado en Pionyang en 1986 con soporte técnico francés. Un acuerdo para compartir satélites de telecomunicaciones de Japón fue conseguido en 1990. Corea del Norte ingresó en la Unión Postal Universal en 1974 pero tiene arreglos postales directos con solo un selecto grupo de países.